# Тодор Димков
Тодор Димков е български революционер, деец на Вътрешната македоно-одринска революционна организация и на Вътрешната македонска революционна организация.

## Биография
Роден е в 1879 година в кумановското село Колицко, което тогава е в Османската империя. Влиза във ВМОРО и става ръководител на революционния комитет в Колицко. В 1910 година става нелегален четник при кумановския войвода Кръстю Лазаров. След Първата световна война участва във възстановяването на революционната организация. В 1921 година е арестуван от сръбските власти. В 1923 година бяга от затвора и става четник на Цветан Спасов, а по-късно отново при Кръстю Лазаров. През юни 1927 година в сражение при село Дренък е ранен тежко в крака и се самоубива, за да не попадне в плен.